# Quasimodopsis riedeli
Quasimodopsis riedeli är en skalbaggsart som beskrevs av Michael S. Caterino och Dégallier 2007. Quasimodopsis riedeli ingår i släktet Quasimodopsis och familjen stumpbaggar. Inga underarter finns listade i Catalogue of Life.